# Martin Birch
Martin Birch (ur. 27 grudnia 1948 w Woking, zm. 9 sierpnia 2020) – brytyjski producent muzyczny, znany ze współpracy z Deep Purple. Pracował również z Wishbone Ash, Black Sabbath, Whitesnake, Rainbow, Fleetwood Mac, Iron Maiden oraz Blue Öyster Cult.
Birch potrafił także bardzo dobrze śpiewać i grać na wielu instrumentach, a w połowie lat sześćdziesiątych był śpiewającym gitarzystą w bluesowej grupie Mother’s Ruin. Swoje prawdziwe powołanie odkrył, gdy jego zespół po raz pierwszy znalazł się w studiu nagraniowym.

## Produkcja

### Albumy
Deep Purple
- Concerto for Group and Orchestra
- Deep Purple in Rock
- Fireball
- Machine Head
- Made in Japan
- Who Do We Think We Are
- Burn
- Stormbringer
- Come Taste the Band
- Made In Europe
- Last Concert in Japan

Whitesnake
- Snakebite
- Trouble
- Lovehunter
- Ready an’ Willing
- Live...In the Heart of the City
- Come an’ Get It
- Saints & Sinners
- Slide It In

Black Sabbath
- Heaven and Hell
- Mob Rules

Iron Maiden
- Killers
- The Number of the Beast
- Piece of Mind
- Powerslave
- Live After Death
- Somewhere in Time
- Seventh Son of a Seventh Son
- No Prayer for the Dying
- Fear of the Dark

Blue Öyster Cult
- Cultösaurus Erectus
- Fire of Unknown Origin

Rainbow
- Rising
- Long Live Rock ’n’ Roll
- On Stage

Fleetwood Mac
- Then Play On
- Kiln House
- Bare Trees